# Mobula kuhlii
Mobula kuhlii är en rockeart som först beskrevs av Müller och Henle 1841.  Mobula kuhlii ingår i släktet Mobula och familjen örnrockor. IUCN kategoriserar arten globalt som otillräckligt studerad. Inga underarter finns listade i Catalogue of Life.